# Världscupen i backhoppning 2002/2003
Världscupen i backhoppning 2002/2002 hoppades 29 november 2002-23 mars 2003 och vanns av Adam Małysz, Polen före Sven Hannawald, Tyskland och Andreas Widhölzl, Österrike.

## Deltävlingar
| Datum            | Plats                  | Etta                                                                 | Tvåa                                                                   | Trea                                                                  |
| ---------------- | ---------------------- | -------------------------------------------------------------------- | ---------------------------------------------------------------------- | --------------------------------------------------------------------- |
| 29 november 2002 | Kuusamo                | Primož Peterka                                                       | Adam Malysz                                                            | Janne Ahonen                                                          |
| 30 november 2002 | Kuusamo                | Andreas Widhölzl                                                     | Janne Ahonen                                                           | Primož Peterka                                                        |
| 7 december 2002  | Trondheim              | Martin Höllwarth                                                     | Sigurd Pettersen                                                       | Michael Uhrmann                                                       |
| 8 december 2002  | Trondheim              | Sigurd Pettersen                                                     | Michael Uhrmann                                                        | Martin Höllwarth                                                      |
| 14 december 2002 | Titisee-Neustadt       | Martin Höllwarth                                                     | Sigurd Pettersen                                                       | Adam Małysz                                                           |
| 15 december 2002 | Titisee-Neustadt       | Martin Höllwarth                                                     | Andreas Goldberger                                                     | Andreas Kofler                                                        |
| 21 december 2002 | Engelberg              | Janne Ahonen                                                         | Mathias Hafele                                                         | Sven Hannawald                                                        |
| 22 december 2002 | Engelberg              | Sven Hannawald                                                       | Andreas Widhölzl                                                       | Andreas Goldberger                                                    |
| 29 december 2002 | Oberstdorf             | Sven Hannawald                                                       | Martin Höllwarth                                                       | Janne Ahonen                                                          |
| 1 januari 2003   | Garmisch-Partenkirchen | Primož Peterka                                                       | Andreas Goldberger                                                     | Adam Malysz                                                           |
| 4 januari 2003   | Innsbruck              | Janne Ahonen                                                         | Florian Liegl                                                          | Martin Höllwarth                                                      |
| 6 januari 2003   | Bischofshofen          | Bjørn Einar Romøren                                                  | Sven Hannawald                                                         | Andreas Kofler                                                        |
| 11 januari 2003  | Liberec                | Thomas Morgenstern                                                   | Andreas Widhölzl                                                       | Jakub Janda                                                           |
| 12 januari 2003  | Liberec                | Inställt                                                             | Inställt                                                               | Inställt                                                              |
| 18 januari 2003  | Zakopane               | Sven Hannawald                                                       | Florian Liegl                                                          | Adam Malysz                                                           |
| 19 januari 2003  | Zakopane               | Sven Hannawald                                                       | Florian Liegl                                                          | Adam Malysz                                                           |
| 23 januari 2003  | Nagano                 | Christian Nagiller                                                   | Matti Hautamäki                                                        | Hideharu Miyahira                                                     |
| 25 januari 2003  | Sapporo                | Roar Ljøkelsøy                                                       | Christian Nagiller                                                     | Bjørn Einar Romøren                                                   |
| 26 januari 2003  | Sapporo                | Sigurd Pettersen                                                     | Andreas Widhölzl                                                       | Florian Liegl                                                         |
| 1 februari 2003  | Bad Mitterndorf        | Florian Liegl                                                        | Sven Hannawald                                                         | Adam Malysz                                                           |
| 2 februari 2003  | Bad Mitterndorf        | Sven Hannawald                                                       | Florian Liegl                                                          | Matti Hautamäki                                                       |
| 8 februari 2003  | Willingen              | Sven Hannawald                                                       | Andreas Widhölzl                                                       | Florian Liegl                                                         |
| 9 februari 2003  | Willingen              | Noriaki Kasai                                                        | Hideharu Miyahira                                                      | Robert Kranjec                                                        |
| 8 mars 2003      | Oslo                   | Florian Liegl Thomas Morgenstern Christian Nagiller Andreas Widhölzl | Matti Hautamäki Veli-Matti Lindström Tami Kiuru Arttu Lappi            | Michael Uhrmann Martin Schmitt Sven Hannawald Georg Späth             |
| 9 mars 2003      | Oslo                   | Adam Malysz                                                          | Florian Liegl                                                          | Roar Ljøkelsøy                                                        |
| 14 mars 2003     | Lahtis                 | Adam Malysz                                                          | Matti Hautamäki                                                        | Sven Hannawald                                                        |
| 15 mars 2003     | Lahtis                 | Adam Malysz                                                          | Matti Hautamäki                                                        | Tami Kiuru                                                            |
| 21 mars 2003     | Planica                | Tami Kiuru Matti Hautamäki Veli-Matti Lindström Janne Ahonen         | Bjørn Einar Romøren Tommy Ingebrigtsen Roar Ljøkelsøy Henning Stensrud | Thomas Morgenstern Stefan Thurnbichler Florian Liegl Andreas Widhölzl |
| 22 mars 2003     | Planica                | Matti Hautamäki                                                      | Adam Malysz                                                            | Martin Höllwarth                                                      |
| 23 mars 2003     | Planica                | Matti Hautamäki                                                      | Sven Hannawald                                                         | Hideharu Miyahira                                                     |

## Slutställning (30 bästa)

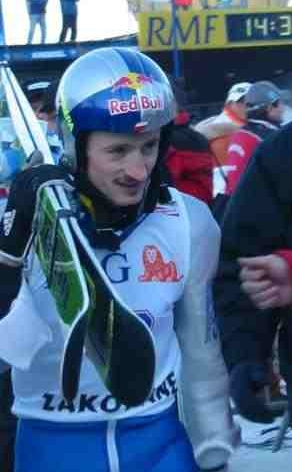
Totalsegraren Adam Małysz vid världscuptävlingarna i Zakopane under säsongen.

| Placering | Namn             | Nationalitet | Poäng |
| --------- | ---------------- | ------------ | ----- |
| 1         | Adam Malysz      | Polen        | 1357  |
| 2         | Sven Hannawald   | Tyskland     | 1235  |
| 3         | Andreas Widhölzl | Österrike    | 1028  |
| 4         | Janne Ahonen     | Finland      | 1016  |
| 5         | Florian Liegl    | Österrike    | 986   |
| 6         | Martin Höllwarth | Österrike    | 925   |
| 7         | Primož Peterka   | Slovenien    | 805   |
| 8         | Matti Hautamäki  | Finland      | 797   |
| 9         | Roar Ljøkelsøy   | Norge        | 757   |
| 10        | Sigurd Pettersen | Norge        | 747   |

| Placering | Namn                | Nationalitet | Poäng |
| --------- | ------------------- | ------------ | ----- |
| 11        | Hideharu Miyahira   | Japan        | 639   |
| 12        | Andreas Goldberger  | Österrike    | 556   |
| 13        | Noriaki Kasai       | Japan        | 548   |
| 14        | Bjørn Einar Romøren | Norge        | 523   |
| 15        | Michael Uhrmann     | Tyskland     | 516   |
| 16        | Andreas Kofler      | Österrike    | 506   |
| 17        | Robert Kranjec      | Slovenien    | 431   |
| 18        | Christian Nagiller  | Österrike    | 428   |
| 19        | Peter Žonta         | Slovenien    | 410   |
| 20        | Thomas Morgenstern  | Österrike    | 385   |

| Placering | Namn                     | Nationalitet | Poäng |
| --------- | ------------------------ | ------------ | ----- |
| 21        | Tami Kiuru               | Finland      | 380   |
| 22        | Veli-Matti Lindström     | Finland      | 295   |
| 23        | Martin Schmitt           | Tyskland     | 253   |
| 24        | Arttu Lappi              | Finland      | 241   |
| 25        | Jakub Janda              | Tjeckien     | 227   |
| 26        | Lars Bystøl              | Norge        | 226   |
| 27        | Reinhard Schwarzenberger | Österrike    | 216   |
| 28        | Simon Ammann             | Schweiz      | 202   |
| 29        | Henning Stensrud         | Norge        | 220   |
| 30        | Kazuyoshi Funaki         | Japan        | 185   |

### Nationscupen - slutställning
| Pos. | Nation        | Poäng |
| ---- | ------------- | ----- |
| 1.   | Österrike     | 6117  |
| 2.   | Finland       | 3716  |
| 3.   | Norge         | 3273  |
| 4.   | Tyskland      | 3101  |
| 5.   | Slovenien     | 2315  |
| 6.   | Japan         | 1869  |
| 7.   | Polen         | 1608  |
| 8.   | Tjeckien      | 338   |
| 9.   | Italien       | 283   |
| 10.  | Schweiz       | 238   |
| 11.  | USA           | 61    |
| 12.  | Ryssland      | 52    |
| 13.  | Frankrike     | 32    |
| 14.  | Estland       | 30    |
| 15.  | Sverige       | 27    |
| 16.  | Slovakien     | 15    |
| 17.  | Nederländerna | 2     |